# Orea
Orea – gmina w Hiszpanii, w prowincji Guadalajara, w Kastylii-La Mancha, o powierzchni 71,25 km². W 2011 roku gmina liczyła 245 mieszkańców.